# Svegssjön
Svegssjön ist der größte See in der historischen schwedischen Provinz Härjedalen, welche zu Jämtlands län gehört. Benannt ist der See nach der Stadt Sveg, die unweit des Südostufers des Sees liegt. Die Fläche des Sees beträgt rund 60 km².
Der See entstand, als 1975 die drei Flüsse Ljusnan, Vemån und Härjån aufgestaut wurden, um den Ertrag der beiden Wasserkraftwerke an den Seen zu steigern. Das kleinere der beiden Kraftwerke wurde bereits 1919 gebaut und befindet sich am südlichen Ende des Sees, bei Härrö. Das größere Kraftwerk befindet sich bei Sveg und wurde 1966 gebaut.